# Atlassow-Insel
Die Atlassow-Insel (russisch остров Атласова ostrow Atlassowa; auch Atlasowinsel, ostrov Atlasova, Atlasov Island, Uyakhuzhach, Araito, Alaid oder jap. 阿頼度島, Araido-tō) ist die nördlichste Insel der Kurilen und Teil der Oblast Sachalin in Russland.
Die heute unbewohnte Insel besteht aus dem Vulkan Alaid, der sich 2339 m über das Ochotskische Meer erhebt. Die Fläche der Insel beträgt 119 km².

## Geschichte
Die Insel wurde nach Wladimir Atlassow, einem russischen Entdecker des 17. Jahrhunderts, benannt.
In der Stalin-Zeit befand sich bis 1953 ein Gefangenenlager auf der Insel, in dem bis zu 600 Frauen interniert waren. Ein Fischverarbeitungsbetrieb wurde nach dem Ende der Sowjetunion aufgegeben. Seitdem ist die Insel unbewohnt.

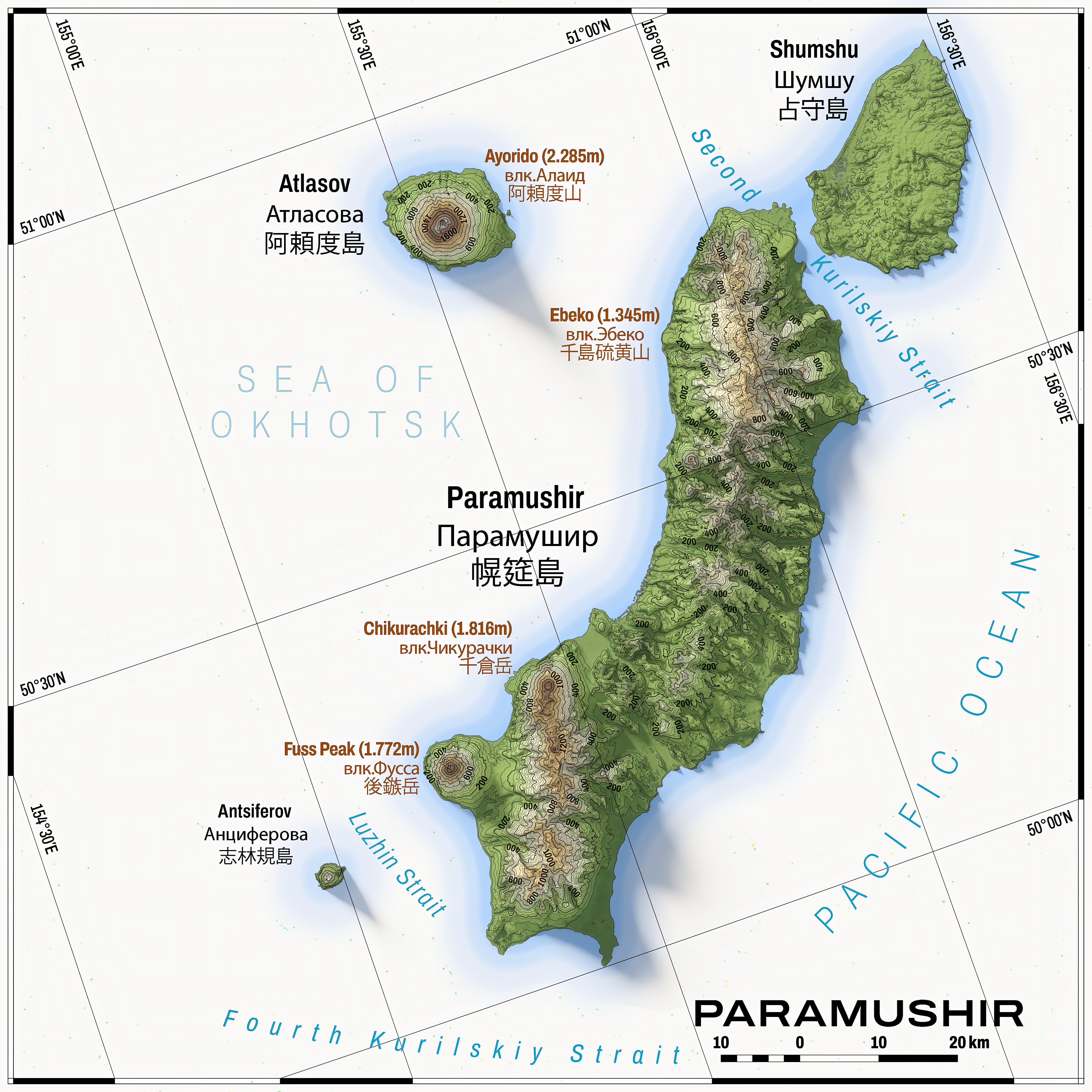
Karte mit der Position der Atlassow-Insel

Auf den Kurilen siedelten die Ainu, woher sich die japanische Bezeichnung der Insel erklärt. Der Vulkan wurde Oyakoba (親子場山) genannt. Mit dem Vertrag von Sankt Petersburg wurden die Kurilen 1875 an Japan abgetreten, allerdings in den letzten Tagen des Zweiten Weltkrieges von der Sowjetunion besetzt und annektiert.

## Tourismus
Atlassow befindet sich auf der Liste der höchsten Inseln der Erde und wird von Zeit zu Zeit von Kreuzfahrtschiffen besucht.